# David Farmačka
David Farmačka (* 25. ledna 1991, Brno, Československo) je český fotbalový záložník, momentálně působící v prvoligovém týmu FC Zbrojovka Brno.

## Klubové statistiky
Aktuální k 26. května 2012
| Sezona | Klub                | Země  | Soutěž   | Zápasy | Góly |
| ------ | ------------------- | ----- | -------- | ------ | ---- |
| 08/09  | 1. FC Brno B        | Česko | MSFL     | 1      | 1    |
| 09/10  | 1. FC Brno B        | Česko | MSFL     | 9      | 0    |
| 10/11  | FC Zbrojovka Brno B | Česko | MSFL     | 11     | 0    |
| 11/12  | FC Zbrojovka Brno B | Česko | MSFL     | 13     | 0    |
|        | FC Sparta Brno      | Česko | Divize D | 2      | 0    |
|        | celkem              |       |          | 36     | 1    |